# Pol och polar

En polar linje q till en punkt Q i förhållande till en cirkel med radien r och origo i O. Punkten P är inversionen av Q i förhållande till cirkeln (det vill säga att avståndet OQ är omvänt proportionellt mot OP med proportionalitetsfaktorn r^{2}). Polarlinjen är normalen till OP genom P.

Inom geometrin används pol(punkt) och polar(linje) för att beskriva en punkt och en linje som har ett entydigt reciprokt förhållande relativt ett givet kägelsnitt. Om punkten ligger på kägelsnittet är polaren kägelsnittets tangent i punkten.
För en given cirkel innebär reciprokation i cirkeln att avbilda varje punkt i planet på dess polar och varje linje i planet på dess pol.

## Specialfallet cirklar
Polen till en linje L i en cirkel C, med origo O, är en punkt P som är inversionen i C av den punkt Q på L som ligger närmast O (det vill säga ligger på den normal till L som går genom O).

Om en punkt A ligger på polarlinjen q till en annan punkt Q, så ligger Q på polarlinjen a till A. Allmännare uttryckt så måste polarerna till alla punkter på linjen q gå genom dess polpunkt Q.

Förhållandet mellan poler och polarer är reciprok. Sålunda, om en punkt Q ligger på polarlinjen p till en punkt P, så måste punkten P ligga på polarlinjen q till punkten Q. De två polarlinjerna p och q behöver inte vara parallella.
Det finns ytterligare en beskrivning av polarlinjen till en punkt P i det fall den ligger utanför cirkeln C. I detta fall finns det två linjer genom P som är tangenter till cirkeln och polarlinjen till P är då den linje som går genom tangeringspunkterna (visas inte här). Detta visar att pol och polarlinje är begrepp inom den projektiva geometrin för planet och generaliserbart för varje ickesingulärt kägelsnitt i stället för cirkeln.

## Reciprokation och projektiv dualitet

Illustration av dualiteten mellan punkter och linjer och dubbelmeningen av "incidens". Om två linjer a och k passerar genom en punkt Q så förenar polarlinjen q (för polen Q) polerna A och K (till linjerna a respektive k).

Begreppet en pol och dess polarlinje skapades inom den projektiva geometrin. Till exempel kan polarlinjen betraktas som mängden av projektiva harmoniska delningar till en given punkt, polen, i förhållande till ett kägelsnitt. Att ersätta varje punkt med sin polar och varje linje med sin pol kallas ibland reciprokation.

## Allmänna kägelsnitt

Linjen p är polarlinjen till punkten P, l till L och m till M

p är polarlinjen till punkten P och m är polarlinjen till M

Begreppen pol, polar och reciprokation kan generaliseras från cirklar till andra kägelsnitt, det vill säga ellipsen, hyperbeln och parabeln. Denna generalisation är möjlig eftersom kägelsnitten är resultat av reciprokation av en cirkel i en annan cirkel, och de egenskaper som är berörda (såsom incidens och dubbelförhållande) bevaras under alla projektiva avbildningar.

### Beräkning av polarlinjen till en punkt
Ett allmänt kägelsnitt kan skrivas som en andragradsekvation i planets kartesiska koordinater (x, y) som 
{\displaystyle A_{xx}x^{2}+2A_{xy}xy+A_{yy}y^{2}+2B_{x}x+2B_{y}y+C=0\,}
där Axx, Axy, Ayy, Bx, By, och C är konstanterna som definierar kägelsnittets ekvation. För ett sådant kägelsnitt definieras polarlinjen till en given punkt (ξ, η) av ekvationen
{\displaystyle Dx+Ey+F=0\,}
där D, E och F på samma sätt är koordinater som beror av polens koordinater (ξ, η) 
{\displaystyle D=A_{xx}\xi +A_{xy}\eta +B_{x}\,}
{\displaystyle E=A_{xy}\xi +A_{yy}\eta +B_{y}\,}
{\displaystyle F=B_{x}\xi +B_{y}\eta +C\,}

### Beräkning av polen till en linje
Polen till linjen {\displaystyle Dx+Ey+F=0} i förhållande till det icke-degenererade kägelsnittet
{\displaystyle A_{xx}x^{2}+2A_{xy}xy+A_{yy}y^{2}+2B_{x}x+2B_{y}y+C=0\,}
kan beräknas i två steg:
Beräkna först x, y och z enligt:
{\displaystyle {\begin{bmatrix}x\\y\\z\end{bmatrix}}={\begin{bmatrix}A_{xx}&A_{xy}&B_{x}\\A_{xy}&A_{yy}&B_{y}\\B_{x}&B_{y}&C\end{bmatrix}}^{-1}\cdot {\begin{bmatrix}D\\E\\F\end{bmatrix}}}
Då är polen punkten med koordinaterna {\displaystyle ({\frac {x}{z}},{\frac {y}{z}})}

## Egenskaper
Poler och polarer har frlera användbara egenskaper:
- Om en punkt P ligger på en linje l, så ligger polen L till linjen l på polaren p till punkten P.
- Om en punkt P rör sig längs en linje l så roterar dess polarlinje p runt polen L till linjen l.
- Om två tangenter kan dras till kägelsnittet från en pol så går punktens polarlinje genom båda tangeringspunkterna.
- Om en punkt ligger på kägelsnittet så är dess polarlinje tangenten till snittet i punkten.
- Om en punkt P ligger på sin egen polarlinje så ligger P på kägelsnittet.
- Varje linje har exakt en pol i förhållande till ett icke-degenererat kägelsnitt.

## Tillämpningar
Poler och polarer definierades av Joseph Diaz Gergonne och spelar en viktig holl i dennes lösning av Apollonius problem.
I plan dynamik är en pol rotationscentrum, polaren är verkans kraftlinje och kägelsnittet masströghetsmatrisen. Pol-polar-förhållandet används för att definiera perkussionscentrum för en plan stel kropp. Om polen är vridningspunkten så är polaren verkningslinjen enligt planär skruvteori.